# Torneo de 's-Hertogenbosch 2009
El Torneo de 's-Hertogenbosch es un evento de tenis que se disputa en Rosmalen, Países Bajos,  se juega entre el 15 y 21 de junio de 2009.

## Campeones

### Individuales Masculino
Benjamin Becker vence a  Raemon Sluiter, 7–5, 6–3.

### Individuales Femenino
Tamarine Tanasugarn vence a  Yanina Wickmayer,  6–3, 7–5.

### Dobles Masculino
Wesley Moodie /  Dick Norman vencen a  Johan Brunström /  Jean-Julien Rojer, 7–6(3), 6–7(8), [10–5]

### Dobles Femenino
Sara Errani /  Flavia Pennetta vencen a  Michaëlla Krajicek /  Yanina Wickmayer 6–4, 5–7, [13–11].